# Turbinicarpus horripilus
Turbinicarpus horripilus (Lem.) John & Riha es una especie fanerógama perteneciente a la familia Cactaceae. 

## Distribución
Es endémica de Hidalgo en México. Su hábitat natural son los áridos desiertos. Es una especie rara poco usual en colecciones.

## Descripción
Es una planta perenne carnosa y globosa con tallos armados de espinas, de color verde y con las flores de color rojo. 

## Nombre común
- Español: Biznaguita

## Sinonimia
- Mammillaria horripila
- Echinocactus horripilus
- Gymnocactus horripilus
- Thelocactus horripilus
- Neolloydia horripila
- Bravocactus horripilus
- Pediocactus horripilus
- Thelocactus goldii
- Gymnocactus goldii